# Benzylaceton
Benzylaceton oder auch 4-Phenyl-2-butanon ist eine chemische Verbindung aus der Gruppe der Ketone.

## Vorkommen

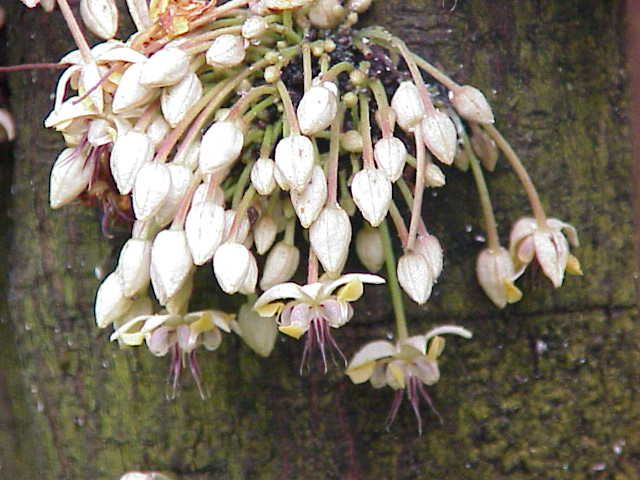
Blüten am Stamm des Kakaobaumes (Cauliflorie)

Natürlich kommt Benzylaceton in der Kakaobohne, den Blüten des  Kakaobaumes und Tabakpflanzen vor. Die Verbindung ist ein Lockstoff für Vögel und Insekten.

## Gewinnung und Darstellung
Benzylaceton kann durch selektive Hydrierung der Doppelbindung von Benzylidenaceton dargestellt werden.

## Verwendung
Benzylaceton wird als Riech- und Aromastoff verwendet. Sein Geruch ist dem Jasmin- und Erdbeerduft ähnlich. Weiterhin dient Benzylaceton als Modifikateur für Benzylacetat.